# Thune
La thune, la tune, le thunard ou la thunette désigne une unité de 5 francs.

## Origine
L'origine du mot remonte à 1628, où il signifiait aumône en argot. Ce n'est qu'au début du XIXe siècle qu'il prit le sens populaire de la pièce de cinq francs, ou cent sous. Le mot viendrait de Tunes, forme ancienne de Tunis, « roi de Thune » étant le titre dont s'affublait le chef des mendiants au sein de la Cour des miracles dans le livre de Victor Hugo : Notre-Dame de Paris. Une thune valait ce qu'on donnait à un mendiant, une pièce. 
Lors du passage aux nouveaux francs français, thune peut alors désigner cinq centimes.
La thune désignait également vers 1910 dans le milieu ouvrier le salaire journalier minimum de 5 francs réclamé par les syndicats et les ouvriers pour une journée de travail.  
Expression familière : « J'ai pas une thune. » signifiant : « Je n'ai pas d'argent. »
Aujourd'hui en argot, la – ou les – thune(s) a perdu le sens de monnaie fiduciaire et en retour a pris le sens général d'argent. Dans ce cas-là, « thune » est généralement utilisé comme un nom signifiant un nombre indéfini, souvent précédé par « de la » ou « de » : « J'ai de la thune. », « Si t'as trop de thune. », etc. Toutefois, il est courant de l'employer aussi comme un nom dénombrable dans le cas suivant : « Je n'ai plus une thune ».

## Suisse
En Suisse romande, la thune est un terme familier pour désigner la pièce de 5 francs, ou son équivalent en valeur. C'est aussi un synonyme de cent sous. En France, on dit aussi « Tune ».

### Expressions liées
- Brique : Un million de centimes ; soit dix mille nouveaux francs français.
- Cigue : pièce d'or de vingt francs.
- Pognon : dérivé de poignon ; poignée d'argent.
- Sac : billet ou unité de 1000 francs ; soit 10 nouveaux francs français.

### Sources externes
- Jacques Dierickx, « Etymologie & folklore numismatique »
- « Catalogue des Pièces de monnaie en franc suisse », sur lesfrancs.com